# Nová Bystrica
Pour les articles homonymes, voir Bystrica.
Nová Bystrica (allemand : Neubistritz, est un village de Slovaquie situé dans la région de Žilina.

## Histoire
Première mention écrite du village en 1662.

## Démographie

### Évolution de la population
| Année:               | 1994. | 2004.   | 2014.   | 2024.   |
| -------------------- | ----- | ------- | ------- | ------- |
| Nombre de personnes: | 2928  | 2855    | 2781    | 2570    |
| Différence:          |       | -2,49 % | -2,59 % | -7,58 % |

| Année:               | 2023. | 2024.   |
| -------------------- | ----- | ------- |
| Nombre de personnes: | 2563  | 2570    |
| Différence:          |       | +0,27 % |